# Osmero

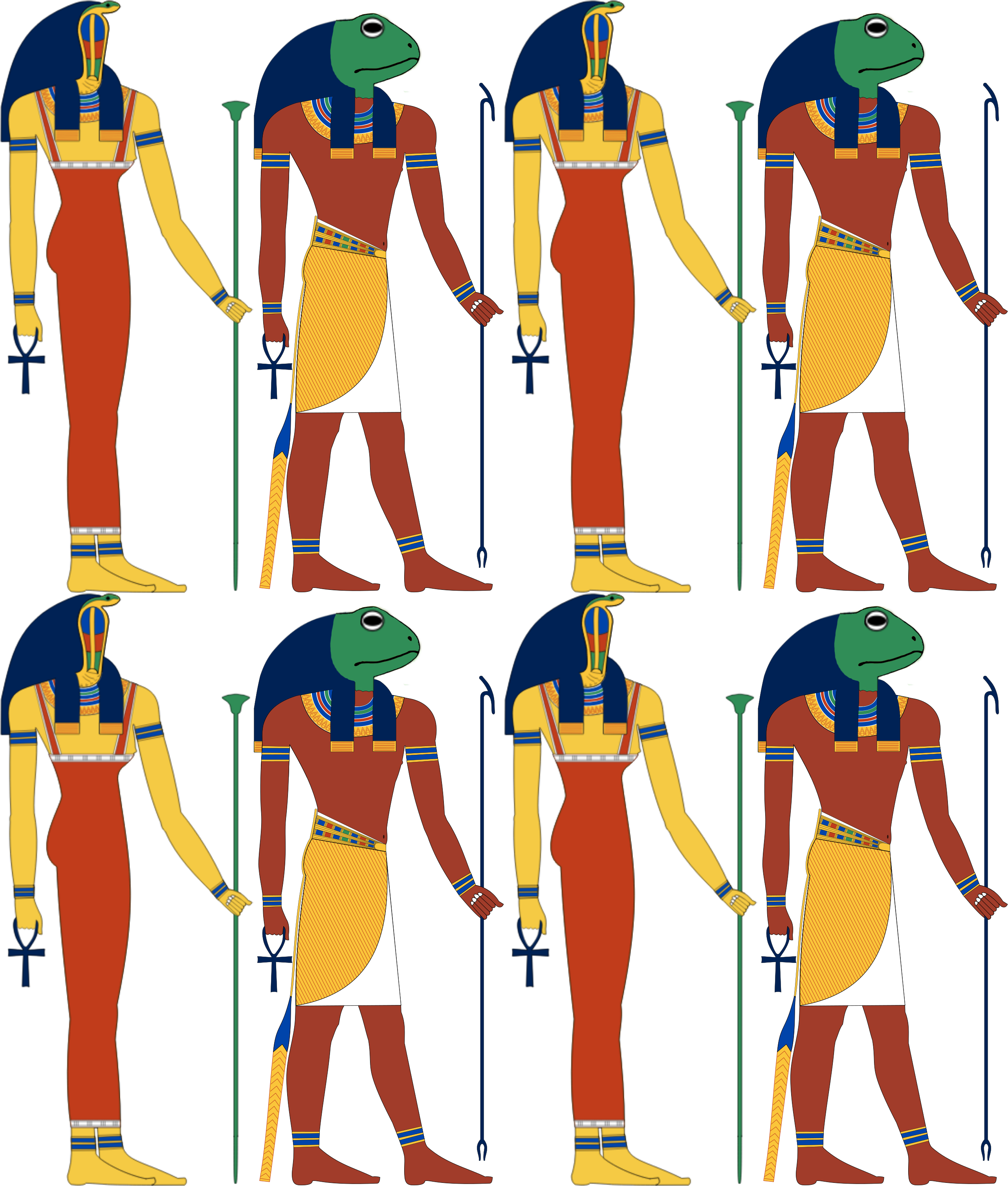

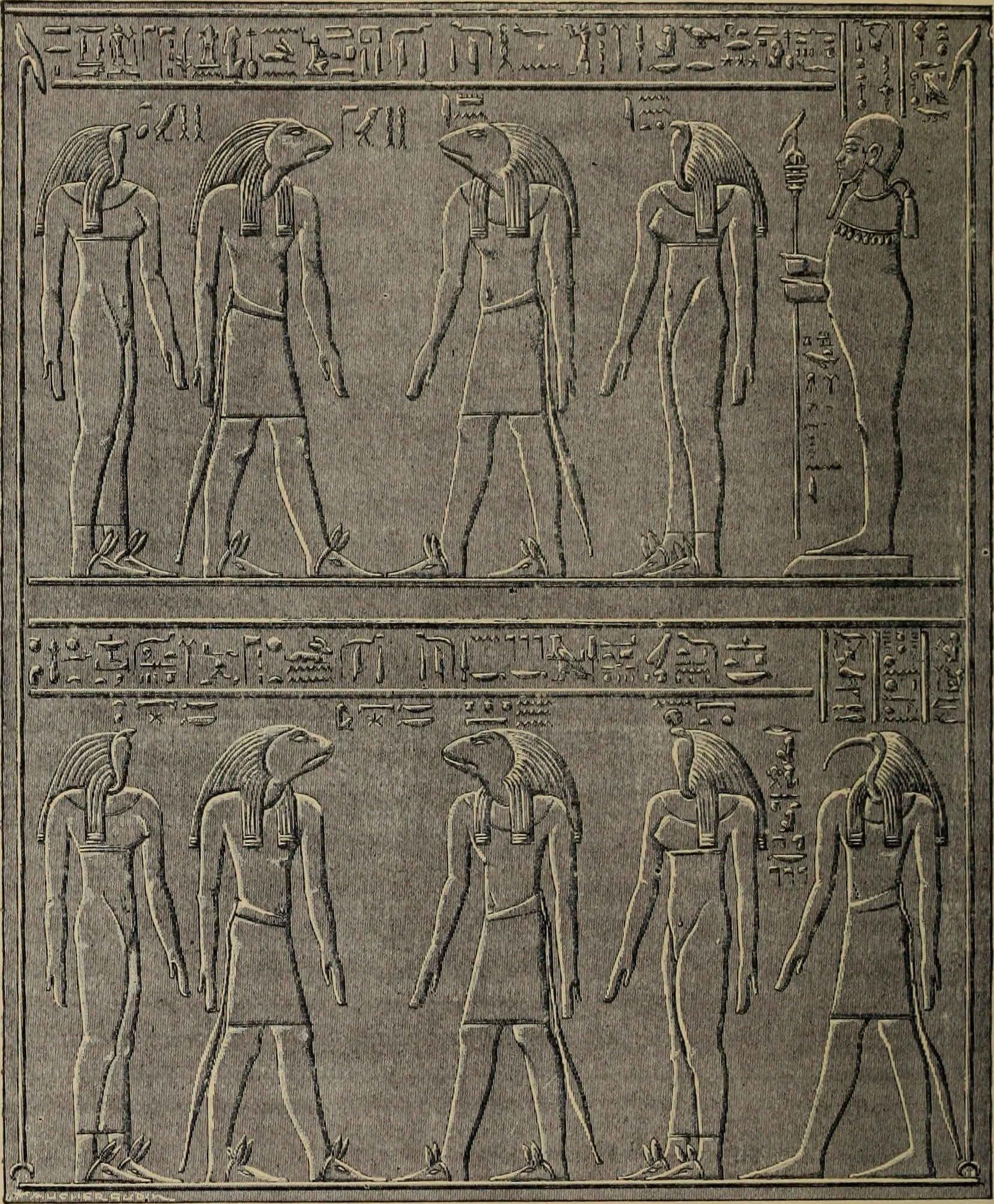
Čtyři páry Osmera bohů s bohy Ptahem (horní registr) a Thovtem (dolní registr). Reliéf z chrámu na Philae, Ptolemaiovská doba.

| Z1 · Z1 · Z1 · Z1 · Z1 · Z1 · Z1 · Z1 | M17 | M17 | G43 | R8 | Z3 |

| Z1 · Z1 · Z1 · Z1 · Z1 · Z1 · Z1 · Z1 | M17 | M17 | G43 | R8 | Z3 |

| R8 | R8 | R8 | R8 | R8 | R8 | R8 | R8 |

| R8 | R8 | R8 | R8 | R8 | R8 | R8 | R8 |

Osmero (řecky Ογδοάδα – Ogdoada, v transliteraci z hieroglyfického písma ḫmnyw, v konvenční vokalizaci egyptštiny Chemenu) je označení jedné z verzí staroegyptské tzv. hermopolské kosmologie a současně osmice bohů, kteří v ní vystupují v roli prvotních tvořivých bytostí (nikoli však v pravém smyslu slova stvořitelů). Tento mytologicko-teologický koncept vznikl ve významném stejnojmenném náboženském středisku Chemenu (v překladu „Osmero“, „Město Osmi (bohů)“, řecky Hermopolis Megalé), jinak také hlavním centru kultu boha Thovta, v době Staré říše. Od Nové říše byl v souvislosti se svým napojením na Amonův kult rozvíjen také ve Vesetu.
Členy Osmera byly čtyři páry partenogenických bohů, vždy tvořené mužským a jemu významově odpovídajícím ženským prvkem: Nun a Naunet, Heh a Hauhet, Kuk a Kauket, Tenemu a Tenemut. Poslední pár byl v době Střední říše nahrazen dvojicí Amon a Amaunet a v Pozdní době někdy i dvojicí Gerh a Gerhet. Shodně s ostatními kosmologicko-kosmogonickými představami Egypťanů je i toto pojetí založeno na motivu kosmického praoceánu, z nějž se v určitém okamžiku vynořil prvotní pahorek pevné země. Na rozdíl od nich ovšem tato událost není v Chemenu spojována s jediným bohem – Stvořitelem, jak bylo v Egyptě obvyklé, ale je dávána do souvislosti s blíže nespecifikovanou, neosobní a pro samotné Egypťany pravděpodobně tajemnou činností uvedené skupiny osmi bohů, jejímž výsledkem je počátek všeho existujícího, případně tomu na roveň postavené zrození Stvořitele identifikovaného nejčastěji se slunečním bohem (Atumem nebo Reem).
Většinu informací o Osmeru badatelé čerpají z nápisů na vesetských monumentech; zde je ale zachycena už pokročilá fáze vývoje kultu. Dalším významným pramenem jsou Texty rakví, které však byly primárně určeny pro potřeby posmrtného života a nemusí proto teologické představy spojované s touto naukou popisovat přesně a v úplnosti. Z Chemenu jako místa původu Osmera žádný odpovídající text prozatím není znám z důvodu vysoké míry poškození tamní archeologické lokality.
Z nauky o Osmeru je nejspíše převzat princip osmerosti v pozdně antickém gnosticismu.

## Členové Osmera
Někteří členové Osmera z Chemenu jsou v jiných rolích zmiňováni už v Textech pyramid vzniklých na přelomu období 5. a 6. dynastie. Přímé doklady celé skupiny a tedy i s ní spojeného kosmologického konceptu sice prozatím pocházejí teprve z doby Střední říše, nicméně nepřímo jej lze doložit už v dřívějších dobách: „jeho existenci už ve Staré říši nepřímo dokládá nejen název města, ale i titul hermopolského (chemenského) velekněze „velký Pěti“. Pod číslovou pět se totiž v titulu skrývají čtyři páry Osmera a k nim jako pátý připojený bůh Thovt.“ Osmero tvoří bohové a bohyně (uvedený význam je současně převažujícím z možných překladů jména):
- Nun a Naunet vyjadřující princip hloubky vod prvotního praoceánu (zde je ovšem pojímán úžeji než v ostatních kosmologiích), případně nehybnost vod[8]
- Heh[pozn. 1] a Hauhet (Hehet) představující beztvarost a bezmeznost nebytí. George Hart dvojici interpretuje jako vyjádření síly záplav,[2] někdy jsou pokládáni prostě za vyjádření nekonečného prostoru;[7]
- Kuk (Keku) a Kauket (Keket) reprezentující temnotu (snad v návaznosti na představu stavu před zrozením slunečního boha);
- Tenemu a Tenemut jako neuspořádanost, kteří ovšem byli v průběhu Střední říše nahrazeni Amonem a Amaunetou vyjadřujícími princip skrytosti (podle Harta skrytého dynamismu[2]), případně reprezentujícími vše dosud neviditelné.[9] V Pozdní době se někdy na místě čtvrtého páru objevují Gerh a Gerhet chápaní jako vyjádření hloubky noci.

Ve svém souhrnu zastupují různé aspekty prapůvodního stavu představovaného v jiných konceptech v podobě vodstva chaosu
a tak vyjadřují představu jakési „pralátky“, z níž povstává svět.
Počet 8 je pro koncept klíčový jako záměrné vyjádření symboliky vše zahrnutí a všeobjímající úplnosti – protože se čtyřkou byl spojován pojem vyvážené celistvosti, její znásobení na osm v něm představuje zesílenou, vystupňovanou celistvost. V egyptské mytologii se takového umocnění dosahovalo dvojím způsobem: buď znásobením projevů jednoho božství v modelu X  1, čímž je umocněna jeho podstata (například osm Hehů podpírajících oblohu, sedm Hathor při narození dítěte), anebo vytvářením skupin o určitém počtu samostatných bohů (např. Devatero z Iunu v modelu 3 × 3, nejrůznější místní triády v modelu 1+1+1). V Osmeru je počet 8 vytvořen podle složitého modelu 2×1 + 2×1 + 2×1 + 2×1: vystupují zde čtyři páry bohů a bohyní, z nichž každý je zosobněním některého z elementárních principů představovaného ve svém mužském a ženském aspektu a komplementaritou jich obou. Role pohlavní odlišnosti v mýtu není zřejmá. Někteří badatelé se domnívají, že právě ona je zde hlavním nástrojem stvoření, ale prameny pro takovou domněnku neposkytují žádný, byť alespoň nepřímý důkaz. Ačkoli nelze vyloučit, že existovaly dnes už nepostřehnutelné rozdíly v pojímání mužského a ženského prvku, jisté je pouze to, že jméno každé bohyně je vytvořeno od jména jejího mužského protějšku prostým připojením koncovky pro gramatický ženský rod (v egyptštině -t). Vzhledem k tomu, že Egypťané jméno chápali nejen jako prostředek označení, ale také jako součást existence pojmenovávaného a určení jeho podstaty, lze dnes za více než pravděpodobné pokládat spíše to, že ženské postavy mají roli pouhého umocnění principů vyjadřovaných mužskými bohy. 

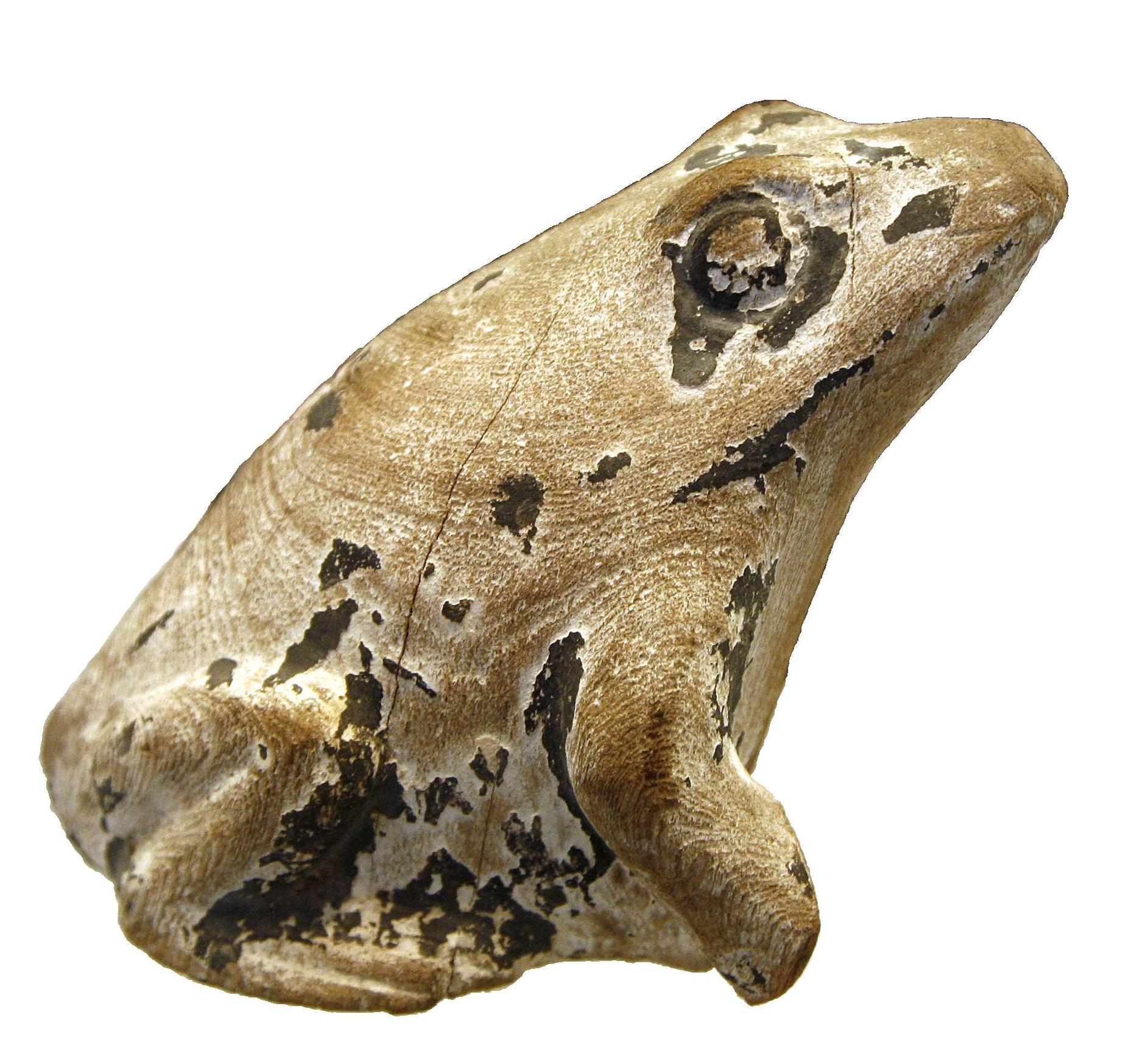
Žába je v egyptské mytologii pokládána za samozrozenou nestvořenou bytost

Jiným prostředkem vyjádření stejné představy je způsob zobrazování členů skupiny: postavy Osmera jsou sice pojímány antropomorfně, ale mužští členové mají hlavy žab, jejich partnerky hlavy hadů. Tím se komplementárně personifikuje aspekt prvotnosti a neoddělitelnosti. Mytologicky totiž „je had považován za nositele jedné z nejpůvodnějších forem“ a žába patří ke „společenství živočichů, které se vynořilo z vod“ odpovídajících v mytologii prvotnímu oceánu, takže „obě podoby v určitém smyslu představují životní potenciál předkosmického stavu“. Oba tyto živočišné druhy v egyptském pojetí vznikají sebeplozením, takže korespondují s představou samovolně vznikajících bohů. Třebaže podle Textů rakví v roli otce bohů a bohyní Osmera vystupuje bůh Šu a v pozdní tradici někdy bůh Šepsej, jsou oni sami bez ohledu na to prvopočátečními bytostmi – „otci a matkami vcházejícími v bytí na počátku“ a svou činností, která vrcholí a jejíž smysl spočívá ve zrození boha – Stvořitele, vlastně spoluumožňují vznik všech budoucích životních forem, sami však mezi ně ještě nepatří. Reprezentují kreativní sílu stvoření, jemuž svou činností dávají tvar. Jinak řečeno: nejsou součástí stvořeného vesmíru, ale tvoří souhrn elementů doposud neprojeveného. Proto mohou být označováni jako heh – bohové metafyzicky pojatého Nekonečna.
Číselné uspořádání skupiny i ikonografie do ní zapojených bohů směřuje k popisu preexistence vůbec, tedy stavu nikoli pouze před stvořením světa, ale i před zrozením Stvořitele. V Textech rakví jsou ve svém souhrnu pokládáni za vyjádření nekonečna neexistujícího či nicoty, v níž „Atum stvořil sám sebe v podobě volavky benu“. V mytologické řeči se tak „tvořivá síla (Stvořitele nazývaná heka a v duchu iunské kosmogonie manifestovaná sluncem) … střetává právě s tím, co neexistuje a z čeho tedy musí existence (teprve) povstat“ spolu se sluncem jako projev vše přemáhající vůle Stvořitele. Pojmově přesné určení kvalit, které měli Egypťané na mysli při konstrukci Osmera, není samozřejmě možné. Nelze však pochybovat o tom, že jimi chtěli vyjádřit protikladnost kosmickým znakům řádu maat, které nejpozději v Textech rakví splývají v jedno s projevy vlády slunečního boha nad světem: zjevné a pevné hranice věcí, vnitřní členění veškeré skutečnosti, stabilita a světlo.

## Činnost Osmera

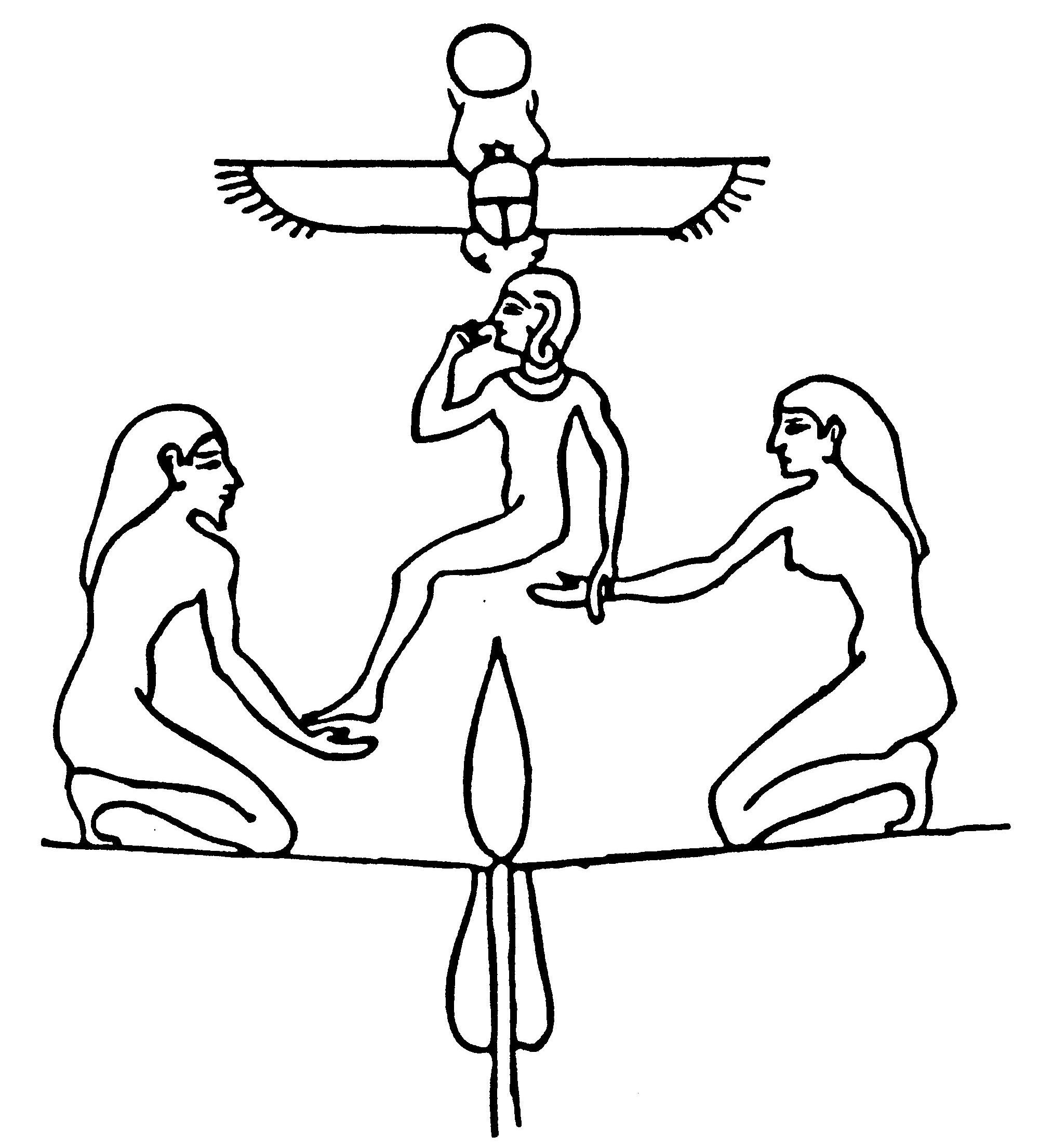
Členové Osmera napomáhají zrození slunečního dítěte identifikovaného s Cheprerem

Jak ukazují už jejich jména, nejsou bohové Osmera stvořiteli v tom smyslu, že by byli původci existence; spíše charakterizují kvality prvopočátečního chaosu předcházejícího stvoření, od nějž se teprve určitým způsobem následně stvoření odvíjí. Ve svém souhrnu tedy plní roli, kterou v jiných kosmologiích zastává praoceán zosobňovaný samostatně bohem Nunem. Chemenské pojetí koncepci prvotních vod v zájmu číselné symboliky přetvořilo: místo konstatování existence jediné prvotní neurčitosti (praoceánu Nun) postuluje čtyři kvalitativně negativní základní znaky s cílem tuto prapůvodní neurčitost charakterizovat. Tím došlo k nahrazení nerozlišené jednoty, která je výchozím bodem ostatních kosmologií, pluralitou čtyř párů stvořitelských bohů tvořících ve svém souhrnu nedefinovatelný, věčný a nekonečný zdroj všeho existujícího. Postava Nuna se tu proto ve srovnání s jinými naukami o počátku světa objevuje ve významově redukované podobě jen jako dvojice Nun-Naunet vyjadřující jednu ze čtyř vlastností nijak nepojmenovávaného počátku.
Vzhledem k této pluralitě bohů je neobvyklé, že způsob, jakým dochází ke stvoření, není ve starších verzích mýtu přímo popisován. Jan Assmann poukazuje na „konstelativní teologii“ přítomnou v egyptském náboženství, z níž vyplývá pojímaní bohů v jejich pluralitě jako bytostí navzájem jednajících určitým, popsatelným způsobem. V tomto smyslu je proces stvoření v mytologii zpravidla precizován – např. v mýtu o Devateru se Atumovo stvoření dalších bohů vysvětluje jako akt masturbační ejakulace nebo (méně často uváděného) spolknutí vlastního spermatu a v Mennoferské kosmologii Ptah tvoří mocí své mysli a svého slova. Naproti tomu dostupné prameny o Osmeru vzájemné jednání a součinnost jeho členů blíže nepopisují a hovoří výhradně o jejich výsledku. Přestože to může být dáno pouze nenalezením odpovídajících pramenů, je pravděpodobnější, že tvůrci tohoto konceptu to ani neměli původně v úmyslu: podle Harta mohli být totiž přesvědčeni, že Osmero předchází kosmologii Devatera, podle níž ke stvoření dochází sebestvořením stvořitelského slunečního boha Atuma jeho vynořením se z kosmického praoceánu Nun na počátku všech věcí v podobě benbenu nebo ptáka benua. V takovém případě by Osmero jen podrobněji charakterizovalo stav, jenž je výchozí pro ústřední událost popisovanou v kosmogonické části Devatera – zrození slunečního boha jako vlastní počátek stvoření. Činnost osmi bohů tak vlastně není pozitivně popsatelným „konáním“ ve vlastním smyslu slova, ale pouhou přítomností vymezující neexistenci, v níž se sluneční bůh rodí. Poté už Osmero postrádá smysl: zrození Stvořitele neexistenci „deaktivuje“, takže tato skupina bohů ve své činnosti natrvalo ustává. Proto se o ní hovoří jako o zemřelých prabozích, což nevyjadřuje představu smrti ve smyslu ukončení existence bohů, ale jejich neaktivity, nehybnosti a odpočinku.

### Ostrov plamenů

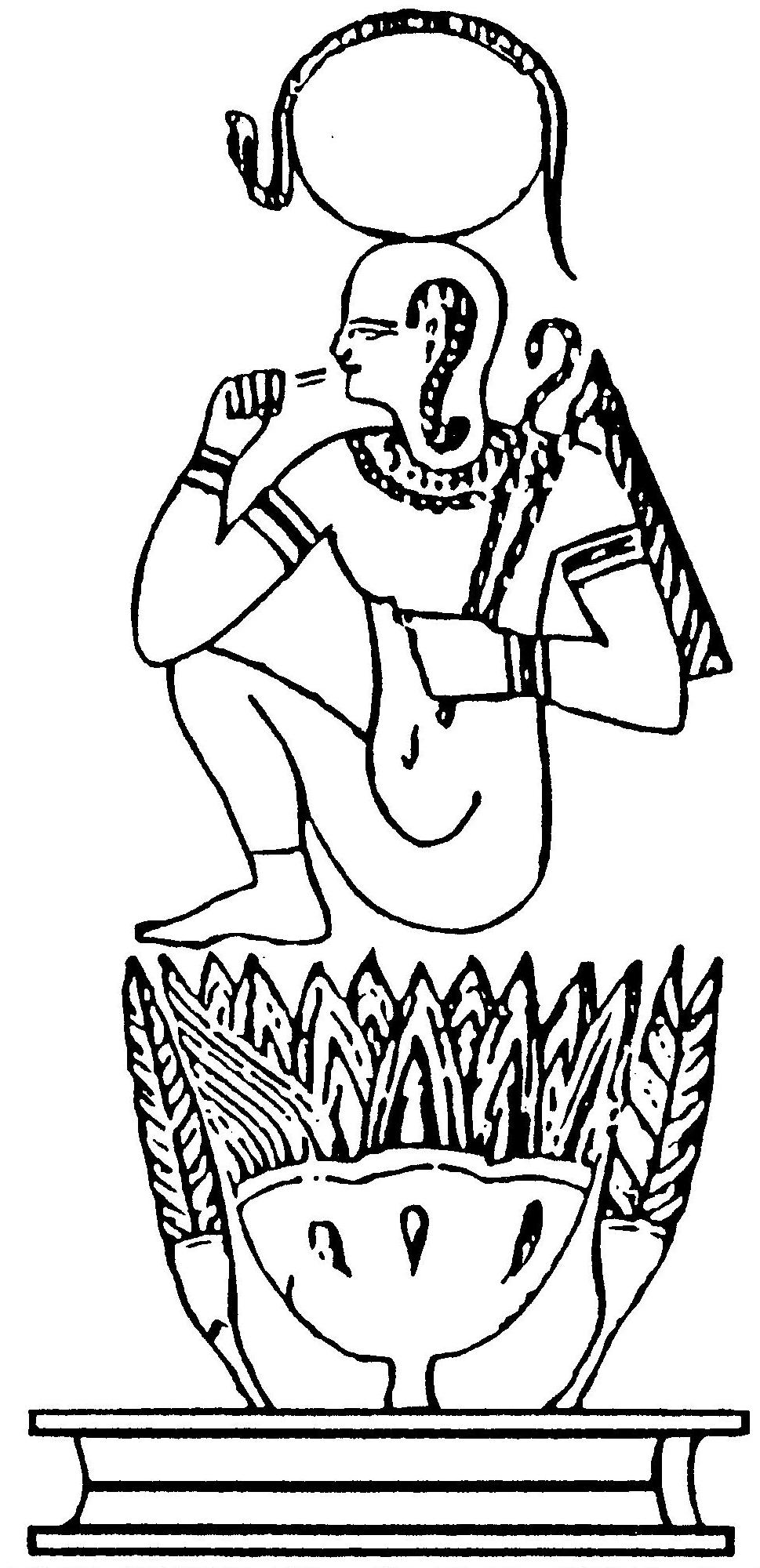
Zrození slunečního boha z poupěte lotosu; mladý bůh je ikonograficky znázorněn doslova jako božské dítě s panovnickými insigniemi, čímž vyjadřuje základní rámec egyptského pojetí královské moci

Kosmogonická událost počátku je v nauce z Chemenu osvětlována několika různými způsoby. Patrně nejstarší zdejší představou je tzv. Ostrov plamenů doložený už v Textech pyramid a ve spojitosti s Osmerem spolehlivě zmiňovaný nejpozději od počátku Střední říše. Na tomto ostrově, jenž se náhle vynořil z kosmického praoceánu jako výsledek blíže nejasného pnutí mezi jeho elementy (představovanými jednotlivými členy Osmera uskupenými do párů) se zrodil sluneční bůh Atum, případně Re. Jako pevnina uprostřed vod je Ostrov plamenů zjevnou obdobou benbenu s tím, že zdůrazňuje světelnou záři, která doprovázela náhlé prolomení temnoty nebytí samovolným objevením se Slunce a která v neměnné analogii jeho „zrod“ stejným způsobem cyklicky doprovází pří každodenním objevení se na východním horizontu. S ním také byl Ostrov plamenů ztotožňován, když podle pozdějších teologických spekulací ležel v Jezeře nože právě na východním obzoru, přičemž jako místo zrození slunečního boha byl nejen místem stvoření světa, ale i znovuzrození a věčného života.

### Sluneční lotos
Jiným způsobem vysvětlujícím činnost Osmera je motiv lotosu, který je jím stvořen a v němž se po otevření okvětních plátků poupěte zjevuje sluneční bůh v podobě božského dítěte nebo boha Cheprera. S každodenně se rodícím slunečním bohem (nejčastěji Reem) byl lotos spojován od Nové říše, a tak je více než pravděpodobné, že teprve v této době se sekundárně objevuje i v učení z Chemenu. Pozdní podobu tohoto pojetí zaznamenávají např. nápisy v ptolemaiovském chrámu v Edfú, v nichž je činnost Osmera popisována takto:
„Vy (Osmero) jste své semeno přinutili vyklíčit a toto semeno jste umístili do lotosu vylitím semenné tekutiny. Umístili jste ji do Nuna, zhuštěnou do jediné formy, a váš dědic tak započal své zářivé zrození v podobě (slunečního) dítěte.“

### Kosmické vejce
Nejpozdnější variantou, textově doloženou nápisy v Padiusirově hrobce z doby krátce po dobytí Egypta Alexandrem Velikým, je představa kosmického vejce stvořeného Osmerem, z nějž se sluneční bůh (původně snad Thovt jako stvořitelský bůh) vylíhl. Jinou verzí je představa, že kosmické vejce snesl Stvořitel, jímž byl Thovt nebo jiný bůh v podobě husy pojmenovaný Velký kejhal, na Ostrově plamenů, aby se pak z něj „vylíhl“ svět. Padiusir se zmiňuje o rodišti všech bohů, jímž bylo místo, na němž byly v chrámu pohřbeny zbytky tohoto vejce. Pro analogii s jinými kosmologiemi nelze vyloučit, že existovala již dříve: podle Textů rakví se Stvořitel mohl zrodit z vejce, Thovt, stejně jako Osmero uctívaný v Chemenu, byl oslovován jako „vejce (prvotních) vod, pramen země, skořápka, ze které vzešlo devatero bohů,“ a Amon, člen Osmera, byl ve Vesetu spojován s husou vylíhlou z prvotního vejce na prapahorku. Ať už ale byla představa vejce ve vztahu k Osmeru poprvé použita kdykoli, je zde s největší pravděpodobností jen nesourodým prvkem, jehož cílem bylo propojit Osmero s jinými už rozvinutými kosmologiemi.

## Osmero a ostatní bohové

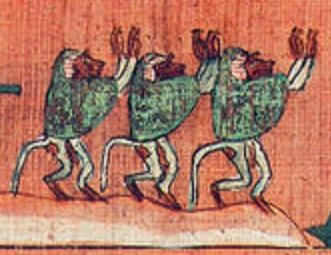
Paviáni provázející slunečního boha byli pokládáni za podobu řady bohů, mezi nimi i Osmera

Koncepce Osmera vedle své samostatné existence začala být postupem času také různými způsoby propojována s některými nezávislými mytologickými okruhy, a díky tomu se stala jednou ze tří nejrozšířenějších kosmogonicko-kosmologických představ. V těchto interpretacích jsou jeho členům přiznávány rozdílné role: v některých případech jde jen o pouhé vřazení na základě dále nerozvíjené analogie, zpravidla je ale zjevným cílem podpořit tezi o stvořitelském potenciálu hlavního boha systému, do něhož vstupují.

### Osmero a Re
Ve vztahu ke slunečnímu bohu Reovi mohou být bohové Osmera interpretováni jako paviáni, kteří jsou v různém počtu jeho průvodci v závěru vítězné cesty podsvětím a za rozbřesku oslavují zrození Slunce na východním horizontu. To zcela odpovídá duchu původního chemenského pojetí tak, jak je vyjádřeno v představě Ostrova plamenů; v kontextu sluneční mytologie zde už ovšem není zdůrazňováno samo Reovo zrození chápané jako sebestvoření, ale jeho výklad jako události převratné pro celý kosmos. Pro sluneční paviány, s nimiž je vedle jiných bohů ztotožňováno také Osmero, tak nezbývá než role jakéhosi „komparzu“ tvořícího kulisu Reova zrození: jsou těmi,
„kteří ohlašují Rea, když se tento velký bůh narodí… (Sedí) po obou bocích tohoto boha a ukazují se mu až do doby, kdy se usadí na nebi, přičemž pro něj tančí a skáčou, pro něj zpívají, pro něj vyluzují hudbu a pro něj vyrážejí radostný pokřik. Když se tento velký bůh objeví lidem na očích, slyší paviáni jásavá slova. To oni ohlašují Rea na nebi i na zemi.“
Bohové a bohyně Osmera tak ustupují do pozadí jako prabozi, jejichž působení je jakýmsi „prologem“ k oslňujícímu stvořitelskému dílu jejich dítěte. Plně byla tato teologická představa rozpracována ve vztahu Osmera k bohu Amonovi.

### Osmero a Thovt
Spojení s bohem Thovtem je pravděpodobně dáno především městem Chemenu jako místem, kde byly oba kulty původně samostatně pěstovány. Thovt představovaný v podobě ibise mohl být sám pojímán jako Stvořitel – například jako kosmický pták snesl vejce, z něhož se vylíhl svět se všemi podobami života; jejich uspořádání do zjevených harmonicky uspořádaných forem provedl vzhledem ke své povaze prostřednictvím magické moci heka přítomné v božích slovech. Proto ve vztahu k němu začalo být Osmero pojímáno jako nástroj, jímž realizuje stvoření. Sám není jeho členem, přitom ale jen jeho „regulativní činnost udržuje … univerzální síly (Osmera) … v jejich příslušných sférách činnosti… Žádná z kvalit zosobněná Osmerem bohů není sama o sobě v podstatě kreativní“ a pouze Thovtovo vedení „tyto kvality … obrací zevnitř navenek, aby se mohl projevit svět.“ Principem stvoření světa už není činnost Osmera samotného, ale na něm nezávislá a jemu „cizí“ Thovtova magická moc, která Osmero v jeho jinak nespecifikovaném konání usměrňuje stanovením řádu a účelu.

### Osmero a Amon
Další výraznou interpretací Osmera bylo jeho navázání na Amonův kult ve Vesetu. Není jisté, zda Amon – člen Osmera byl od samého počátku týž bůh jako Amon vesetský, nebo zda jde o shodu jmen dvou původně odlišných postav, které byly teprve na jejím základě dodatečně ztotožněny. Je také možné, že Amonův kult byl do Vesetu zaveden proto, že tamní elita chtěla své město učinit důležitějším místem, než byla starobylá sídla Mennofer nebo Chemenu, a to prostřednictvím uznání Amona jako jednoho z prabohů. Každopádně po Amonově vzestupu v Nové říši bylo Osmero uctíváno i ve Vesetu a bylo zapojeno do zdejší teologie pojímající Amona – Stvořitele jako transcendentálního boha, což mohl vyjadřovat nový Amonův přívlastek – Kematef. Toto jméno je sice doloženo až v ptolemaiovské době, nicméně mytologický obraz, který vyjadřuje, je nepochybně mnohem starší; zahrnuje představu stvořitelského boha v podobě hada, který dlí v nehybných vodách prvotního oceánu, odkud vychází a zase se do něj vrací; podle jedné verze mýtu např. Amon v hadí podobě oplodnil vejce stvořené Osmerem. Střediskem se stalo dnešní Medínit Habu, kde v době panovníků 18. dynastie Hatšepsuty a Thutmose III. vznikl na starších základech malý chrám, jehož součástí byl posvátný pahorek, z nějž Amon na počátku stvoření vystoupil a do nějž se opakovaně znovu navracel, aby se obnovil. Později za Nové říše bylo toto místo se zjevnou narážkou na Osmero nazýváno „pahorek otců a matek“.
Amon podle této představy, rozvíjené v době po Achnatonově reformě, „vytvořil sám sebe“ tím, že před existencí jakékoli jiné formy bytí spojil v jedno své tekutiny se svým tělem a vytvořil vejce kosmu. Teprve pak vytvořil prvotní elementární principy – Osmero, jehož je sám součástí, takže je „První, který dal zrod Prvním.“ Také další činnost Osmera se uskutečňuje jen díky Amonovi: je „podněcujícím vánkem, jenž … pohnul vodami (praoceánu představovaného Osmerem) a strhl je do víru, z něhož se vynořil prvotní pahorek,“ případně prvotní kosmickou husou, která jako Velký kejhal svým pronikavým zakejháním prolomila ticho dosavadního nebytí a „otevřela každé oko“. Podle Harta bylo cílem vesetských teologů vyložit Osmero jako projekci Amonovy transcendentální a vlastně neuchopitelné podstaty: v tomto pojetí totiž členové Osmera ve skutečnosti nejsou od Amona odlišnými božskými bytostmi či principy, ale jen specificky pojmenovanými manifestacemi jemu vlastních a odevždy v něm přítomných tvořivých sil. Stávají se „projevem, formou boha Amona v podobě prahada Kematefa,“ zatímco on sám je bohem „skrytým…, příliš tajemným…, příliš velikým…, příliš mocným…“ a lze jej jen vzdáleně uchopit pouze jako „boha tajných proměn… podivuhodně se zjevujícího v mnoha podobách.“ Tak se Osmero jako celek stává jednou z mnoha „přeměn Amona, praboha, tvůrce prabohů.“

### Synkretické pojetí
Další (v tomto případě výrazně synkretické a mytologické) pojetí Osmera poskytuje mýtus z ptolemaiovské doby. Podle něj se Osmero z Vesetu, kam bylo umísťováno v návaznosti na spojení s Amonovou teologií, odebralo do Chemenu, aby tam dokončilo svou stvořitelskou činnost; pak po vlnách Nilu pokračovalo do Mennoferu, kde otevřelo ústa (viz otevírání úst) zdejšímu bohu – Stvořiteli Ptahovi tvořícímu podle Mennoferské kosmologie mocí svého slova, a nakonec do Iunu, kde stvořilo prvního boha v tamním Devateru Atuma. Pak se vrátilo do Vesetu, kde už jen trvale odpočívá. Do Medínit Habu v oblasti někdejšího města byl proto v řecko-římské době lokalizován hrob Osmera jako zemřelých prabohů.